# Lagnicourt Hedge Cemetery
Lagnicourt Hedge Cemetery est un cimetière militaire de la Première Guerre mondiale situé sur le territoire de la commune de Lagnicourt-Marcel, Pas-de-Calais.

## Localisation
Ce cimetière est à côté du cimetière communal, à la sortie du village, rue de Beugny.

## Historique
Le village a été occupé par les Allemands dès fin août 1914 et est resté loin du front jusqu'en mars 1917, date à laquelle il a été occupé par les forces du Commonwealth le 19 mars 1917, à la suite du retrait allemand sur la ligne Hindenburg. Le 15 avril, Lagnicourt a été le théâtre d'une contre-attaque désespérée de la part des gardes prussiens, qui a été repoussée. Il a été repris par les Allemands le 21 mars 1918 et a été définitivement repris par la 2e brigade de gardes le 3 septembre suivant.

## Caractéristiques
Ce cimetière, entouré de haies au départ (hedge en anglais), a été commencé par le 7e Somerset Light Infantry en juin 1917 et utilisé jusqu’en novembre 1917. En septembre 1918, la Division des gardes a achevé le tracé. Ce cimetière renferme les tombes de 63 victimes du Commonwealth de la Première Guerre mondiale, dont une non identifiée et 15 sépultures de soldats allemands.

## Galerie

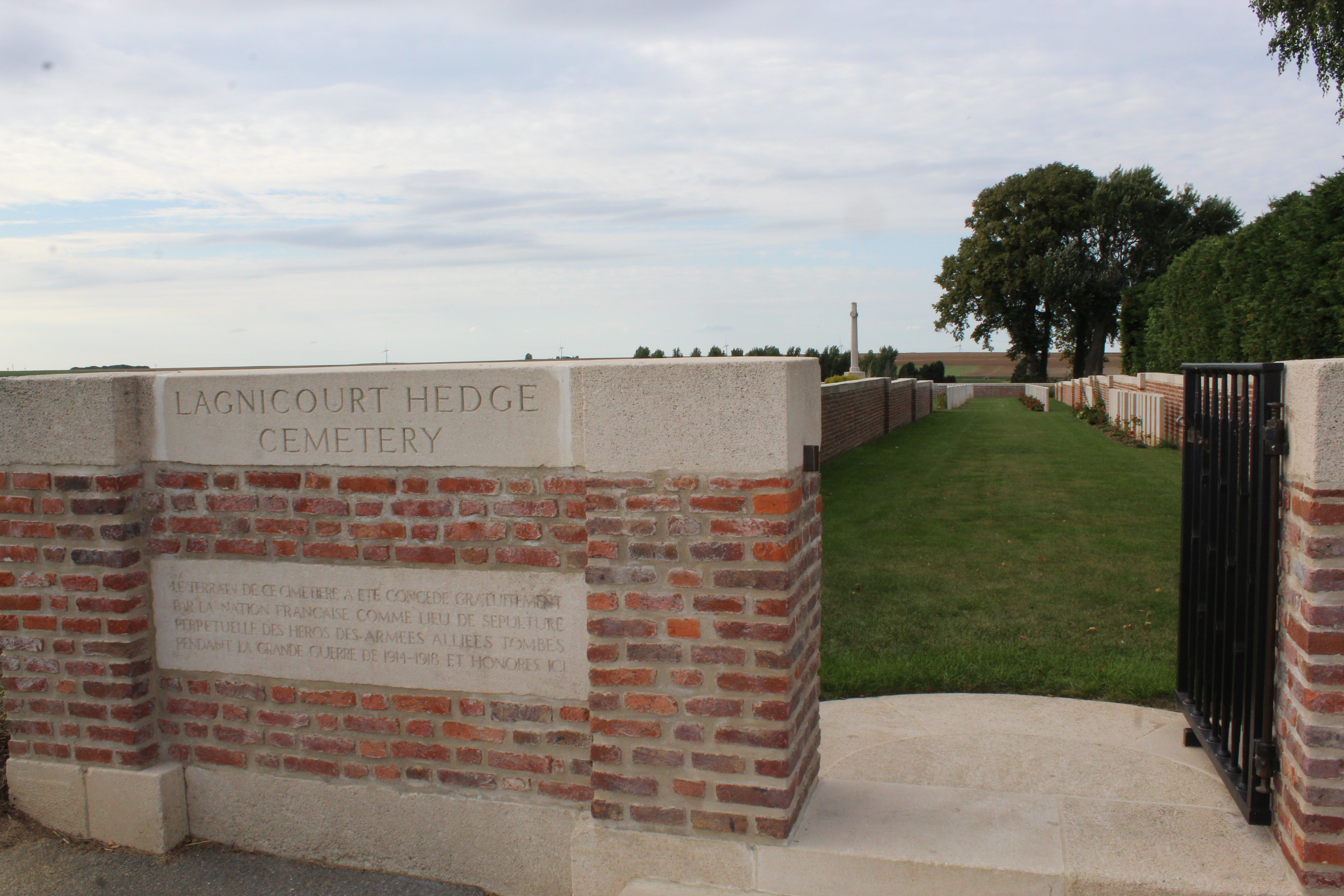
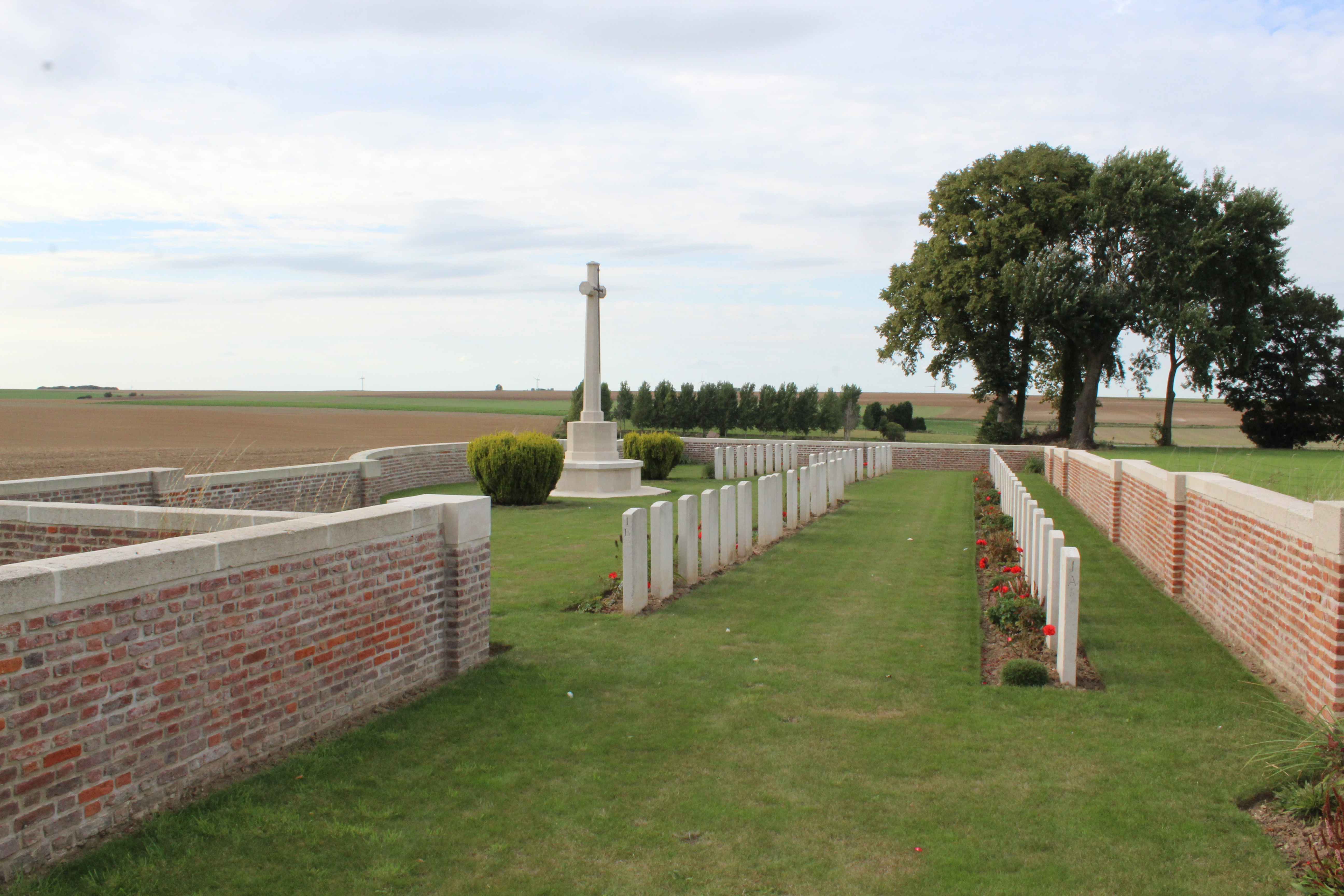
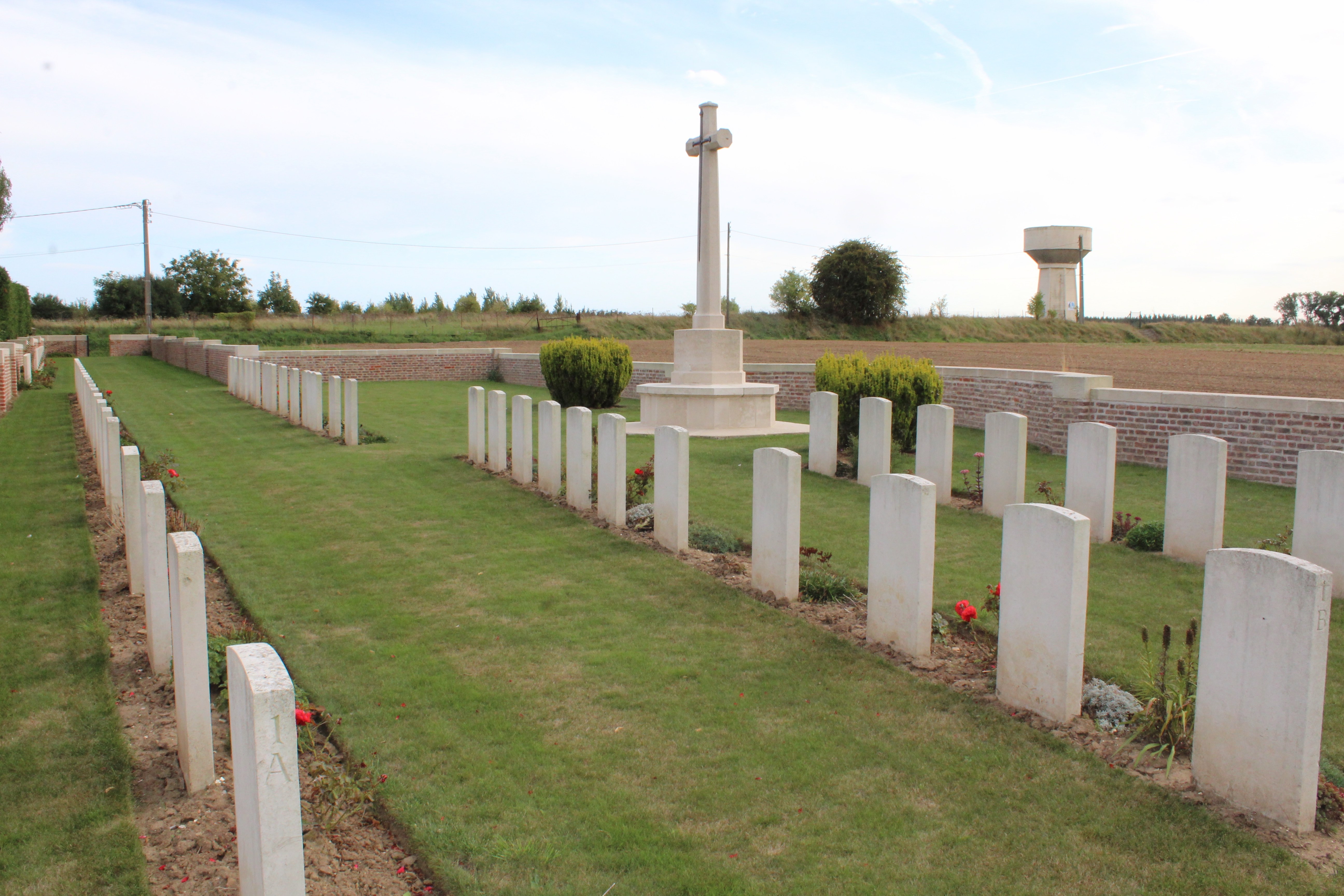
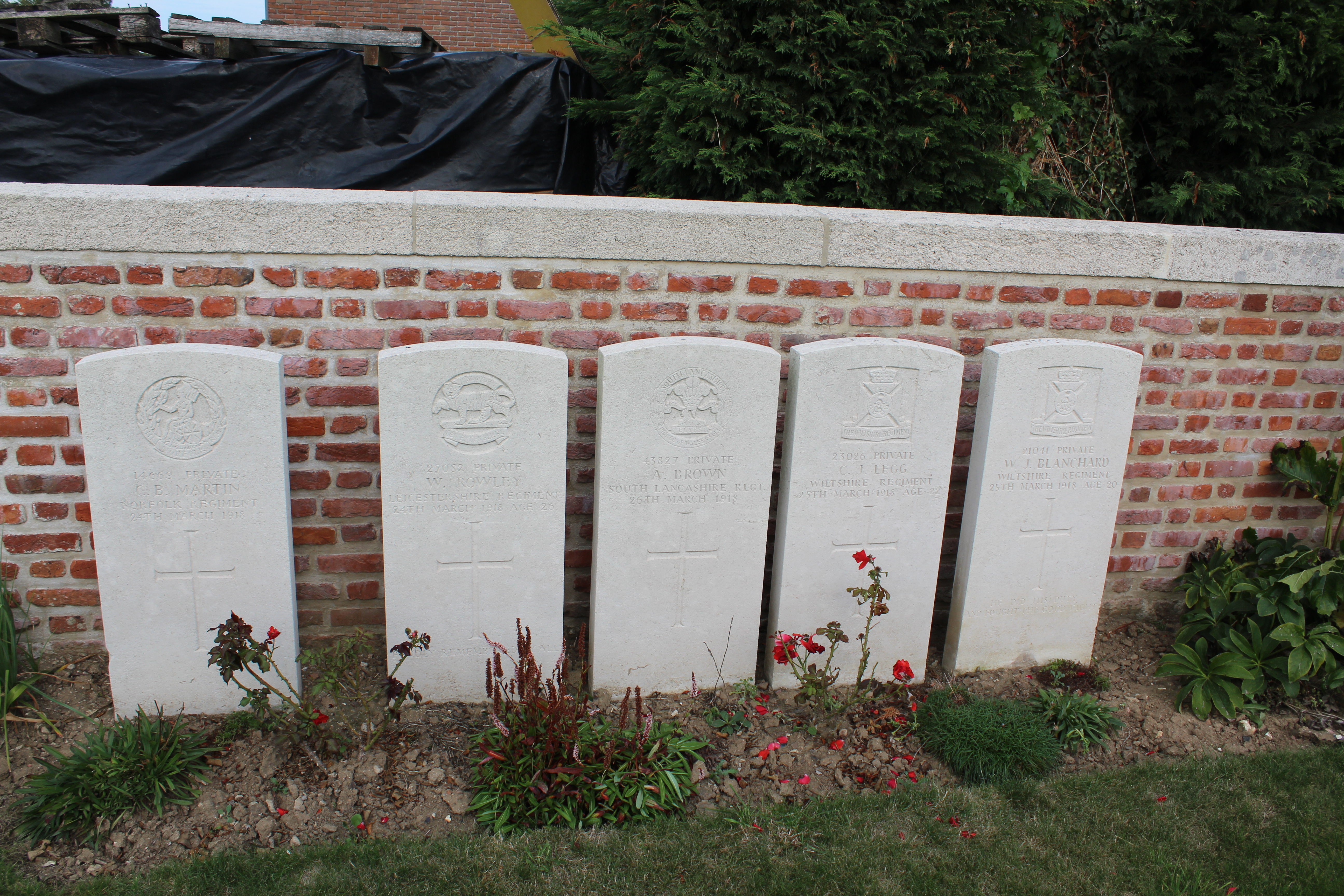

## Sépultures
| Pays        | Sépultures |
| ----------- | ---------- |
| Royaume-Uni | 63         |
| Australie   | 1          |
| Allemagne   | 15         |
| Total       | 79         |

## Pour approfondir